# Canso Rocks
Canso Rocks är en kulle i Antarktis. Den ligger i Västantarktis. Argentina, Chile och Storbritannien gör anspråk på området.
Terrängen runt Canso Rocks är kuperad åt sydost, men söderut är den platt. Havet är nära Canso Rocks åt nordväst. Trakten är obefolkad. Det finns inga samhällen i närheten.